# Lani Ka'ahumanu
Œuvres principales
- Bi Lives: Bisexual Women Tell Their Stories
- The Encyclopaedia of Gay, Lesbian, Bisexual, Transgender & queer culture

Lani Ka'ahumanu est une écrivaine, poète et militante bisexuelle américaine. Lani Ka'ahumanu est connue pour être l'une des premières personnalités publiques américaines à avoir fait son coming out en tant que bisexuelle et pour son rôle de pionnière dans le mouvement bisexuel américain.

## Biographie
Lani Ka'ahumanu est d'origine hawaïenne par sa mère et revendique cet héritage culturel tout au long de sa vie.
Lani Ka'ahumanu rencontre son mari à l'université, où il est capitaine d'une équipe de football. Dans les années 1960, elle est femme au foyer, mais prend part à des mouvements de justice sociale (Little League mom et Another Mother for Peace) En 1974, après onze ans d'union, les époux divorcent à l'amiable ; Ka'ahumanu déménage alors pour s'installer à San Francisco. En 1976, elle fait un premier coming out en se déclarant lesbienne. Lani Ka'ahumanu fait partie des fondatrices du San Francisco State Women Studies Department. À partir de 1976, elle prend part aux séances du Mothertongue Feminist Reader's Theater, auquel elle contribue à six reprises entre 1976 et 1993, sur des thèmes concernant la sexualité féminine et l'image du corps.
En 1980, Lani Ka'ahumanu se rend compte qu'elle est non pas lesbienne mais bisexuelle. En 1982, alors membre d'une association féministe lesbienne, elle déclare publiquement sa bisexualité dans une revue homosexuelle de San Francisco, où elle indique vivre en couple avec un homme ; l'association dont elle fait partie l'engage à rompre. Les militants bisexuels américains font de ce coming out l'un des actes fondateurs du militantisme bisexuel américain, mais au début des années 2000 cet acte était encore peu connu à l'international, signe selon la sociologue Catherine Deschamps du manque de visibilité politique dont souffrait le militantisme bisexuel à ce moment.
Lani Ka'ahumanu fait partie des initiatrices des premiers groupes bisexuels à San Francisco : elle fait partie des fondatrices du groupe BiPOL, un groupe bisexuel féministe d'action politique, et représente le mouvement bisexuel à de nombreuses reprises,. En 1987, elle fait partie des fondateurs de BiNet USA, la première organisation bisexuelle américaine d'échelle nationale, ainsi que du San Francisco Bay Area Bisexual Network.
En 1991, Lani Ka'ahumanu coédite, avec Loraine Hutchins, une anthologie de témoignages de personnes bisexuelles, Bi Any Other Name : Bisexual People Speak Out, l'un des premiers ouvrages écrits par et pour des bisexuels ; l'ouvrage est un succès critique et commercial et exerce une influence notable sur les publications suivantes. À partir de 1991, elle publie régulièrement des articles et des poèmes, principalement dans la revue Anything That Moves.